# Zeus (zoologia)
Il genere Zeus Linneo, 1758 include due specie di pesci d'acqua salata della famiglia Zeidae:
- Zeus capensis
- Zeus faber

## Descrizione
Il corpo è ellissoidale, molto compressi ai fianchi. La bocca è grande, così gli occhi. 

La pinna dorsale presenta 9-1 spine dorsali molto sviluppate, mentre il resto della pinna è piccolo e trasparente, posizionato simmetricamente alla pinna anale, piccola e trasparente. Le pettorali sono trasparenti, le ventrali lunghe. La coda è ampia, a delta, trasparente con raggi bianchi. 

La livrea varia tra le due specie. Le dimensioni massime si attestano sui 90 cm di lunghezza per 8 kg di peso.

## Distribuzione e habitat
Zeus faber Diffuso nelle zone vicino ai fondali (fino a 400 metri) in tutte le acque temperate e tropicali, Mediterraneo e Mar Nero compresi. Nell'Atlantico presente lungo le acque costiere dalla Scandinavia al Sudafrica. Nel Pacifico dal Giappone all'Australia. Segnalata la presenza anche nell'Oceano Indiano, lungo le coste della penisola indiana e del Madagascar. 

Zeus capensis solo lungo le coste atlantiche sudafricane.

## Riproduzione
Si riproducono dall'inverno alla tarda primavera, dipende dalle zone. Le uova, sferiche, vengono fecondate esternamente e lasciate libere nell'acqua. La maturità sessuale avviene dopo circa 4 anni di vita.

## Pesca
Le loro carni sono apprezzate in molti paesi, perciò è oggetto di pesca commerciale e sportiva.